# Il club dell'orrore
Il club dell'orrore (Trapped in Bat Wing Hall) è il primo librogame appartenente alla serie di racconti speciali della serie horror per ragazzi Piccoli brividi, scritta da R. L. Stine. Insieme al libro era allegato un calendario, i cui mesi ritraevano le copertine di altri romanzi della serie.
Il volume è il terzo della serie originale Give Yourself Goosebumps, la quale è composta da quarantadue libri-game dov'è il lettore a scegliere il finale della storia in base alle decisioni prese. Di questa serie, tuttavia, solo quattro libri sono stati pubblicati in Italia.
Nell'edizione italiana del racconto, esso, a differenza degli altri librigame della serie, non è numerato ma è sottinteso che sia il primo volume della collana a tema.

## Struttura
Il protagonista del racconto è il lettore stesso. Sei nella tua nuova scuola ma non sei ancora riuscito a farti un amico, sino a quando non conosci Nick, il quale t'invita a far parte del Club dell'Orrore, composto da ragazzi che si raccontano storie spaventose in una vecchia villa abbandonata nota come "Villa dei Pipistrelli". Qui i membri del Club dell'Orrore si stanno organizzando per una caccia al tesoro: se sceglierai di unirti alla squadra rossa formata da Nick, Debbie e Connor, scoprirai che tutti i suoi componenti eccetto te sono dei mostri (rispettivamente un rettile verde, un orribile e pustoloso essere un gigante mostruoso ciclopico), se invece ti unirai alla squadra blu formata da Marcie, Martin e Lara diventerai un pipistrello-vampiro peloso.
A questo punto, nella storia, saranno presenti 26 finali in base alle scelte che prenderai durante la lettura.

### Finali negativi
- "Il mostro della palude" ti mangia, ma il libro ti dà un'altra possibilità se sei abbastanza coraggioso (ti dice di ritornare alla prima pagina e ricominciare tutto daccapo).
- Accetti di salire sulla barca di un orribile scheletro traghettatore incappucciato; quando raggiungi l'altra parte del fiume, trovi una lapide con il tuo nome inciso su di essa, il che significa che sei morto.
- Sei costretto a leggere migliaia di libri ad un mostro a due teste, altrimenti ti divorerà.
- Quando sei un pipistrello, Marcie finisce per catturarti e intrappolarti nel congelatore.
- Come pipistrello, vai a casa di Marcie per chiedere il suo aiuto. Il suo fratellino Darryl tira un pesante mobiletto che ti cade addosso e ti schiaccia.
- Rimani bloccato nella grande gabbia dei pipistrelli allo zoo con tonnellate di altri pipistrelli.
- Il fantasma del professor Krupnik trasforma te, Marcie, Martin e Lara in pipistrelli.
- Nel cimitero, è implicito che tu, Marcie, Martin e Lara veniate sotterrati dagli zombie. Il professor Krupnik non ti aiuterà e dice che è colpa tua: non ti vuole vicino alla Villa dei Pipistrelli, non solo alla cripta.
- Resti bloccato con il sedere che sporge dalla cripta e una creatura gemente nella cripta sta venendo a prenderti. Gridi aiuto ma ti rendi conto che, anche se la Squadra Blu riuscisse a raggiungerti in tempo, ti ritroveresti comunque in una posizione molto imbarazzante.
- Dopo che la Squadra Rossa si è trasformata in mostri davanti ai tuoi occhi, pensi ancora che stiano cercando di fare uno scherzo elaborato e provi tirare la faccia di Nick, scambiandola per una maschera. Nick, a questo punto, ti divora.
- Scopri che stai correndo a tempo di mostro, che è più veloce del normale, e ti trasformi in un mostro una volta che il tempo è scaduto.
- Senti Debbie chiedersi perché i nuovi membri del Club dell'Orrore si trasformino misteriosamente in pietra. Ti rendi conto che non puoi muoverti, e ora ti stai trasformando in pietra anche tu.
- Dopo aver perso il gioco "Mostri di Fango" contro Nick, diventi un mostro come parte della scommessa.
- Ti rifiuti di aiutare una strega a scappare e prendi la sua scopa per la caccia al tesoro. Ti fa volare in aria velocemente e non sarai mai in grado di scendere.
- Apparentemente vieni ucciso quando cadi per diversi piani nel seminterrato in un pozzo dell'ascensore vuoto e ti schianti contro il terreno ad alta velocità.
- Finisci il tempo per la caccia al tesoro e diventi un lupo mannaro per sempre.
- Sei stato inviato nell'Antico Egitto e accetti l'offerta del faraone di restare con lui. Dato che sta invecchiando, vuole portarti nell'Aldilà con lui. Il re e i sacerdoti iniziano a prepararti per la mummificazione.
- Scappando dal sacerdote del faraone, ti imbatti in un incantatore di serpenti che ti costringe ad allenarti come tale per tre anni sotto la minaccia di serpenti ostili.
- Dopo essere stato inviato nell'antico Egitto, vieni trasportato di nuovo a casa, un minuto prima di mezzanotte. Non hai raccolto tutti gli oggetti, quindi ti trasformi in un mostro.
- Resti bloccato in un campo di forza, fino a un minuto dopo la mezzanotte, il che significa che diventerai un mostro.
- Ignorando l'avvertimento di Nick di non limitarsi a entrare di corsa in casa, entri e fai scattare un allarme di sicurezza. Nick e Debbie sono scappati e ti hanno lasciato arrestare dalla polizia appena giunta.

### Finali positivi
- All'interno di un negozio di articoli scientifici, siccome sei ancora un vampiro, vieni preso dalla fame e divori degli scarafaggi di una collezione di insetti, disgustando i tuoi tre amici e venendo arrestato dalla polizia. Una volta uscito di prigione su cauzione, però, inventi un nuovo gusto di gelato agli scarafaggi (senza che nessuno lo sappia davvero) e fai una fortuna. Tuttavia, sei ancora un vampiro.
- Marcie, Martin e Lara ti aiutano a trasformarti di nuovo in un essere umano. Quando ti chiedono come è successo, prometti loro che sarà la tua storia spaventosa, la prossima volta che il Club dell'Orrore si riunirà.
- Ti trasformi di nuovo in un essere umano, ma Martin si trasforma in un pipistrello e Lara si trasforma in una rana. Tu e Marcie decidete di tenerli come animali domestici per il prossimo anno prima che possano tornare a cambiare (supponendo che l'incantesimo della cripta avvenga una sola volta l'anno).
- Il fantasma del professor Krupnik diventa un membro del Club dell'Orrore e ti toglie la maledizione che trasforma in pipistrello.
- Vinci il videogioco "Mostri di Fango" contro i tre mostri e riesci a fuggire dalla "Villa dei Pipistrelli". Torni a casa a giocare ai videogiochi con il tuo fratellino (anche se subito dopo ti batte a "Mostri di Fango").
- Vinci la caccia al tesoro e scopri di aver liberato Nick, Debbie e Connor da una maledizione che trasforma i mostri, di cui ora non sono a conoscenza.
- Apri la porta arancione e precipiti in una fossa. Quando tocchi il fondo, sei nell'armadio della tua camera da letto il giorno prima degli eventi della storia (ti dice di ritornare alla prima pagina e ricominciare tutto daccapo).

## Copertina
A differenza delle copertine della serie originale di Piccoli brividi, realizzate da Tim Jacobus, Mark Nagata si è occupato della realizzazione delle copertine della collana Give Yourself Goosebumps insieme a Craig White. La copertina, appunto, è stata realizzata da Nagata e raffigura un enorme pipistrello in agguato.

## Edizioni
- R. L. Stine, Il club dell'orrore, traduzione di Roberta Gefter Wondrich, collana Piccoli brividi, Arnoldo Mondadori Editore, 1996,  p. 137.